# Posteinerné Toldi Márta
Posteinerné Toldi Márta (Budapest, 1949. július 25.) okleveles vegyészmérnök, a Magyar Szabadalmi Hivatal  volt elnökhelyettese, az Iparjogvédelmi Szakértői Testület  volt elnöke, a hazai iparjogvédelem kiemelkedő személyisége.

## Életpályája
1972-ben szerzett diplomát a Budapesti Műszaki Egyetemen. 1972 és 1982 között a Textilipari Kutatóintézet tudományos főmunkatársa volt. 1982 és 1986 között az Országos Találmányi Hivatal vegyipari osztályán szabadalmi elbíráló, 1986 és 1993 között osztályvezető. 1994 és 1998 között a Hivatal (1996-tól Magyar Szabadalmi Hivatal) kémiai és biológiai szabadalmi főosztályvezetője. 1998 és 2010 között a Hivatal műszaki elnökhelyettese, 2010-ig az Iparjogvédelmi Szakértői Testület elnöke volt.

## Díjai, elismerései
- Jedlik Ányos-díj (2003)